# Wilkesboro (Carolina del Nord)
Wilkesboro è un comune degli Stati Uniti d'America nella contea di Wilkes nella Carolina del Nord.
Nel censimento del 2000 risultavano esserci 3.159 abitanti. La città è situata lungo la sponda sud del fiume Yadkin. Wilkesboro è probabilmente maggiormente conosciuta come sede annuale del "MerleFest", il più grande festival di musica folk e bluegrass negli Stati Uniti.

## MerleFest
Nel 1988 il chitarrista Doc Watson decise insieme al cantante Bill Young di creare il festival musicale MerleFest. Il festival si tenne nel campus del Wilkes Community College, e il suo nome deriva da quello del figlio di Doc Watson. Il Merlefest è diventato il più grande folk festival di musica bluegrass e negli Stati Uniti, esso riunisce oltre 85.000 appassionati di musica ogni anno. Il festival è un'importante risorsa per l'economia della città: ha raccolto oltre 7,3 milioni di dollari per la comunità del Wilkes College.